# Cerkiew św. Olgi w Niżnym Nowogrodzie
Cerkiew pod wezwaniem św. Olgi – budowana cerkiew prawosławna w Niżnym Nowogrodzie, w eparchii niżnonowogrodzkiej Rosyjskiego Kościoła Prawosławnego.

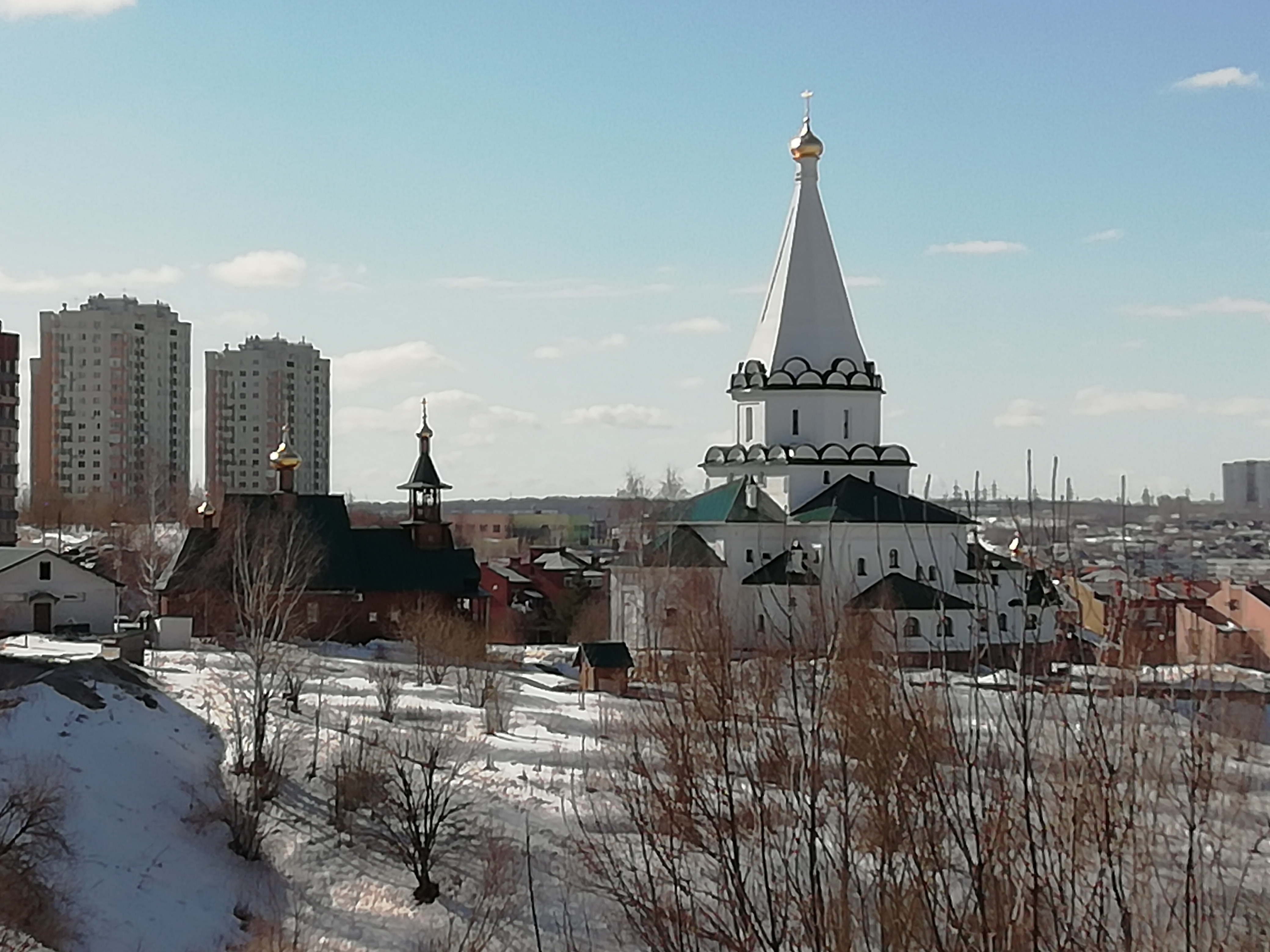
Cerkwie: św. Igora i św. Olgi (2019)

Cerkiew znajduje się w sąsiedztwie drewnianej cerkwi św. Igora, zbudowanej w latach 2006–2007 i poświęconej w 2011 r.
Potrzeba budowy nowej, większej świątyni wynikła z faktu, że cerkiew św. Igora nie mogła pomieścić wszystkich, którzy chcieli uczestniczyć w nabożeństwach. Kamień węgielny pod budowę cerkwi św. Olgi został poświęcony 24 sierpnia 2014 r. przez metropolitę niżnonowogrodzkiego i arzamaskiego Jerzego.